# Биселлиум

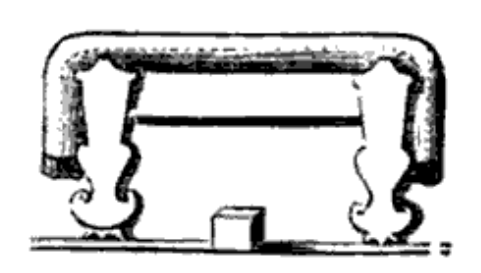
Биселлиум (на основе барельефа из Помпей)

Биселлиум (лат. bisellium) — в Древнем Риме короткая скамейка или широкий стул, вмещающие двух человек, но занимаемые одним, что составляло особое внешнее доказательство почета. Форма биселлиума стала известна по сохранившемуся в Помпеях барельефу. Биселлиум изготавливался обыкновенно из слоновой кости, но также из металла, и являлся почетным местом, предназначенным для особенно уважаемых особ в муниципиях или колониях, подобно тому как в Риме существовали особые курульные кресла. Всякий гражданин за особенные заслуги или щедрость мог достигнуть этого почета, причем назывался лат. bisellarius.